# Dorsale Porthos
Le dorsale Porthos è una catena montuosa dell'Antartide che costituisce una parte della più grande catena deimonti del Principe Carlo. Situata vicino al tratto di costa della Terra di Mac. Robertson chiamato costa di Lars Christensen, questa catena si snoda in direzione est-ovest per circa 45 km ed è costeggiata per buona parte della sua lunghezza dal ghiacciaio Scilla, presente lungo il suo versante settentrionale, e dal ghiacciaio Cariddi, che invece scorre lungo il suo versante meridionale.

## Storia
La dorsale Porthos è stata osservata e fotografata per la prima volta durante ricognizioni aeree effettuate nel corso dell'operazione Highjump, 1946-1947. In seguito essa è stata meta di diverse spedizioni di ricerca antartica australiane, dapprima nel novembre 1955, quando fu visitata la sua parte occidentale, e poi nel dicembre 1956, quando la spedizione guidata da W. G. Bewsher ne esplorò la parte orientale. La dorsale è stata poi così battezzata dal Comitato australiano per i toponimi e le medaglie antartici in onore di Porthos, un personaggio del romanzo I tre moschettieri, di Alexandre Dumas, il libro maggiormente letto durante il sopraccitato viaggio del dicembre 1956 nel continente antartico.